# Serranus accraensis
Serranus accraensis es una especie de peces de la familia Serranidae en el orden de los Perciformes.

## Morfología
Los machos pueden llegar alcanzar los 20 cm de longitud total.

## Distribución geográfica
Se encuentra desde Guinea Bissau y Ghana hasta Angola.